# Lake Margaret (Tasmanien)
Der Lake Margaret ist ein Stausee im Westen des australischen Bundesstaates Tasmanien. Er liegt hoch oben an den Nordhängen des Mount Sedgwick, einem Berg in der West Coast Range. Der Yolande River entspringt im See.

## Staudamm
Der Staudamm wurde 1918 fertiggestellt. Er hatte die erste Gewichtsstaumauer in Tasmanien. Diese wurde aus Beton mit Konglomerat-„Pflaumen“ gebaut. Die Mauer ist 17 m hoch und besitzt eine Kronenlänge von 243 m. Das Volumen der Staumauer beträgt 6.000 m³. 1974 wurde sie durch den Einbau von Spannbetonankern und Verfugung offener Verbindungen verstärkt.

## Kraftwerk
Gleichzeitig mit dem Staudamm entstanden die Lake Margaret Power Station und eine Siedlung, die ebenfalls Lake Margaret hieß. Das Kraftwerk lieferte Strom für die nahegelegenen Bergwerke und Siedlungen der Mount Lyell Mining and Railway Company. Die Minen- und Eisenbahngesellschaft war in Queenstown ansässig. In den 1990er-Jahren übernahm Hydro Tasmania den Kraftwerksbetrieb.

## Einzugsbereich
Etliche kleinere Seen – einige mit eigenem Namen, andere nicht – liegen oberhalb des Stausees. Landaustausch zwischen dem derzeitigen Betreiber des Kraftwerkes und der Staatsregierung von Tasmanien sorgte dafür, das Einzugsgebiet des Stausees nun Hydro Tasmania gehört, während das umgebende Land entweder zur Tyndall Regional Reserve oder zur Lake Beatrice Conservation Area – beides staatliche Schutzgebiete – gehört.
Die beiden südlichen Vorfluter entspringen an den Hängen des Mount Sedgwick, der westliche davon fließt durch den Lake Barnables (weniger als 1 km östlich des Lake Margaret) und den Lake Phillip. Das östliche Vorfluter entspringt an einem See ohne Namen und fließt über den Lake Polycarp, den Lake Peter, den Lake Paul und den Lake Apollos in den Lake Phillip.
Der nördliche Vorfluter durchfließt den Lake Monica, den Lake Myra, den Lake Magdala (782 m), den Lake Martha (757 m) und schließlich den Lake Mary (732 m), bevor er im Lake Margaret endet.
Der größere und etwas niedriger gelegene natürliche See dieser Gegend liegt südöstlich des Mount Sedgwick und heißt Lake Beatrice.

## Lake Margaret Tram
Bis zum Bau einer Straße 1964 war der Lake Margaret nur mit der Lake Margaret Tram erreichbar.